# 明本考浩
明本 考浩（あきもと たかひろ、1998年1月31日 - ）は、栃木県宇都宮市出身のプロサッカー選手。ジュピラー・プロ・リーグ・OHルーヴェン所属。ポジションはミッドフィールダー、フォワード、ディフェンダー。

## 来歴
小学生時代から栃木SCのアカデミーに所属していた。高校卒業後はトップチームに昇格せず、国士館大学に進学した。2019年6月、ユニバーシアードに出場する日本代表に選出され、日本代表の優勝に貢献した。同年9月、2020年シーズンよりアカデミー時代を過ごした栃木SCに加入することが発表された。
2020年2月23日、シーズン開幕戦のV・ファーレン長崎戦でスタメン出場しプロデビュー。8月12日のファジアーノ岡山FC戦でPKからプロ初ゴールを決めた。
2021年シーズンから浦和レッズに完全移籍で加入した。4月3日、第7節の鹿島アントラーズ戦でJ1初ゴールとなる移籍後初ゴールを決めた。
2024年1月20日、ベルギー1部のOHルーヴェンへの期限付き移籍を発表。5月18日、OHルーヴェンへの完全移籍が発表された。完全移籍は同年7月1日から。

## 人物・プレースタイル
- 複数のポジションを高いレベルでこなすことができるユーティリティープレイヤーである[8]。国士舘大学時代はボランチ、栃木SCでは2トップの一角を務めていた。浦和では当初2列目左サイドで起用されていたが、徐々に左サイドバックでの起用が増え、さらにはトップ下、1トップを務めることもある[9]。
- 90分間常にハードワークできる無尽蔵のスタミナが特徴。170 cm、65kgと小柄ながらフィジカルに長け、攻守両面で対人性能が高い[10][11]。
- 栃木SCのトップチームでゴールを決めたアカデミー出身者第1号である[12]。
- 住吉ジェラニレショーン、髙橋利樹は大学の同期。

## 所属クラブ
- FCみらい
- 栃木SCサッカースクール（宇都宮市立簗瀬小学校）
- 栃木SCジュニア
- 2010年 - 2012年 栃木SCジュニアユース（宇都宮市立旭中学校）
- 2013年 - 2015年 栃木SCユース（作新学院高等学校）
- 2016年 - 2019年 国士館大学
- 2020年  栃木SC
- 2021年 - 2024年6月  浦和レッズ
  - 2024年1月 - 同年6月  OHルーヴェン（期限付き移籍）
- 2024年7月 -  OHルーヴェン

## 個人成績
| 国内大会個人成績 | 国内大会個人成績 | 国内大会個人成績 | 国内大会個人成績 | 国内大会個人成績 | 国内大会個人成績 | 国内大会個人成績 | 国内大会個人成績 | 国内大会個人成績 | 国内大会個人成績 | 国内大会個人成績 | 国内大会個人成績 |
| 年度             | クラブ           | 背番号           | リーグ           | リーグ戦         | リーグ戦         | リーグ杯         | リーグ杯         | オープン杯       | オープン杯       | 期間通算         | 期間通算         |
| 年度             | クラブ           | 背番号           | リーグ           | 出場             | 得点             | 出場             | 得点             | 出場             | 得点             | 出場             | 得点             |
| 日本             | 日本             | 日本             | 日本             | リーグ戦         | リーグ戦         | リーグ杯         | リーグ杯         | 天皇杯           | 天皇杯           | 期間通算         | 期間通算         |
| ---------------- | ---------------- | ---------------- | ---------------- | ---------------- | ---------------- | ---------------- | ---------------- | ---------------- | ---------------- | ---------------- | ---------------- |
| 2020             | 栃木SC           | 8                | J2               | 40               | 7                | -                | -                | -                | -                | 40               | 7                |
| 2021             | 浦和             | 15               | J1               | 33               | 4                | 10               | 0                | 4                | 0                | 47               | 4                |
| 2022             | 浦和             | 15               | J1               | 31               | 0                | 4                | 0                | 2                | 1                | 37               | 1                |
| 2023             | 浦和             | 15               | J1               | 25               | 2                | 6                | 2                | 1                | 0                | 32               | 4                |
| ベルギー         | ベルギー         | ベルギー         | ベルギー         | リーグ戦         | リーグ戦         | リーグ杯         | リーグ杯         | ベルギー杯       | ベルギー杯       | 期間通算         | 期間通算         |
| 2023-24          | OHルーヴェン     | 30               | ジュピラー       | 15               | 0                | -                | -                | 0                | 0                | 15               | 0                |
| 2024-25          | OHルーヴェン     | 30               | ジュピラー       | 25               | 0                | -                | -                | 2                | 0                | 27               | 0                |
| 通算             | 日本             | 日本             | J1               | 89               | 6                | 20               | 2                | 7                | 1                | 116              | 9                |
| 通算             | 日本             | 日本             | J2               | 40               | 7                | -                | -                | 0                | 0                | 40               | 7                |
| 通算             | ベルギー         | ベルギー         | ジュピラー       | 40               | 0                | -                | -                | 2                | 0                | 42               | 0                |
| 総通算           | 総通算           | 総通算           | 総通算           | 169              | 13               | 20               | 2                | 9                | 1                | 198              | 16               |

その他の公式戦
- 2022年
  - スーパーカップ 1試合0得点

| 国際大会個人成績 | 国際大会個人成績 | 国際大会個人成績 | 国際大会個人成績 | 国際大会個人成績 | FIFA      | FIFA      |
| 年度             | クラブ           | 背番号           | 出場             | 得点             | 出場      | 得点      |
| AFC              | AFC              | AFC              | ACL              | ACL              | クラブW杯 | クラブW杯 |
| ---------------- | ---------------- | ---------------- | ---------------- | ---------------- | --------- | --------- |
| 2022             | 浦和             | 15               | 11               | 2                | -         | -         |
| 2023/24          | 浦和             | 15               | 3                | 0                | 3         | 0         |
| 通算             | AFC              | AFC              | 14               | 2                | 3         | 0         |

その他の国際公式戦
- 2023年
  - AFCチャンピオンズリーグ2023/24・プレーオフ 1試合0得点

## タイトル

### クラブ
浦和レッズ
- 天皇杯 JFA 全日本サッカー選手権大会：1回（2021年）
- FUJIFILM SUPER CUP：1回（2022年）
- AFCチャンピオンズリーグ：1回（2022年）

### 代表
ユニバーシアード日本代表
- ユニバーシアード：1回（2019年）

### 個人
- 関東大学サッカーリーグ戦2部 ベストイレブン：1回（2019年）

## 代表歴
- ユニバーシアード日本代表
  - ナポリ大会（2019年）